# Біглен
Біглен (нім. Biglen) — громада  в Швейцарії в кантоні Берн, адміністративний округ Берн-Міттельланд.

## Географія
Громада розташована на відстані близько 14 км на схід від Берна.
Біглен має площу 3,6 км², з яких на 21,2% дозволяється будівництво (житлове та будівництво доріг), 73,5% використовуються в сільськогосподарських цілях, 5,3% зайнято лісами, 0% не є продуктивними (річки, льодовики або гори).

## Демографія
2019 року в громаді мешкало 1815 осіб (+5,3% порівняно з 2010 роком), іноземців було 7,9%. Густота населення становила 506 осіб/км².
За віковим діапазоном населення розподілялося таким чином: 18,2% — особи молодші 20 років, 61,8% — особи у віці 20—64 років, 20% — особи у віці 65 років та старші. Було 818 помешкань (у середньому 2,2 особи в помешканні).
Із загальної кількості 760 працюючих 50 було зайнятих в первинному секторі, 305 — в обробній промисловості, 405 — в галузі послуг.